# Der Nußknacker-Prinz
Der Nußknacker-Prinz ist ein kanadischer Zeichentrickfilm aus dem Jahr 1990 basierend auf E.T.A. Hoffmanns Kunstmärchen Nußknacker und Mausekönig. In diesen Film wurde auch die Musik von Tschaikowskis Suite Der Nussknacker mit einbezogen.

## Handlung
In Deutschland des 19. Jahrhunderts besuchen an Heiligabend Clara Stahlbaum und ihr kleiner Bruder Fritz den Uhrmacher und Spielzeughersteller Drosselmeyer, den sie liebevoll „Onkel Drosselmeyer“ nennen. Bei dieser Gelegenheit erwähnt dieser, dass er an einem Geschenk für seinen Neffen Hans arbeitet. In Erwartung der Überraschung, die er mitbringen wird, kehren die beiden Kinder nach Hause zurück.
Als Drosselmeyer am Abend zur Familie Stahlbaum kommt, enthüllt er seine Überraschung: die mechanisch bestückte Miniaturausgabe eines Schlosses. Unter den Geschenken und Spielzeugen findet Clara auch einen Nussknacker, der prompt ihr Interesse erweckt, und auf Claras Anfrage erzählt Drosselmeyer die Geschichte des Nussknackerprinzen: In einem Königreich hatte der König sich zu seiner Geburtstagsfeier einen Käsekuchen (aus richtigem Käse) gewünscht, den die Königin gerade fertiggestellt hatte, als die Mäusekönigin, ihr Sohn und alle Mäuse des Schlosses erschienen und über den Kuchen herfielen. Der wütende König befahl daher seinem Hofmagier Drosselmeyer und dessen Neffen und Lehrling Hans, die Mäuseplage zu beenden.
Diese Aufgabe gelang Drosselmeyer; allerdings erwischte er nicht die Mäusekönigin und ihren Sohn, die darauf Rache schworen. Mithilfe schwarzer Magie verfluchte die Mäusemutter die Prinzessin Pirliphat und verwandelte sie in eine richtige Hässlichkeit. Drosselmeyer fand aber ein Heilmittel: ein junger Mann, der keine Stiefel trüge, sollte der Prinzessin eine unknackbare Nuss öffnen und sie ihr zu essen geben. Unter allen Kandidaten war nur Hans in der Lage, die Nuss zu öffnen und den Fluch zu brechen; daraufhin verfluchte die Mäusekönigin Hans in die Gestalt eines Nussknackers, wurde aber durch ein Missgeschick erschlagen. Ihr Sohn schwor Hans Rache (weniger über den Tod seiner Mutter, sondern weil sein eigener Schwanz durch das Unglück in Mitleidenschaft gezogen worden war) und krönte sich selbst zum Mäusekönig. Wieder in der Wirklichkeit betont Drosselmeyer, dass dieser Fluch gebrochen wird, sobald der Mäusekönig besiegt wird und sein Neffe Hans das Herz eines Mädchens erobert. Clara jedoch ist (als erstes) nicht wirklich beeindruckt, denn das alles ist für sie nichts weiter als ein einfaches Märchen.
In der darauf folgenden Nacht schleicht sich Clara jedoch ins Wohnzimmer um nochmal den Nussknacker genauer zu betrachten, begegnet dort aber Drosselmeyer als Geist auf der Uhr sitzend und dann dem Mäusekönig und seiner Armee. Drosselmeyer erweckt mit einem Zauber alle Puppen und Spielzeuge – darunter die ältliche Puppe Trudi, Claras neue Puppe Marie und den alten Soldaten Pantaloon – sowie den Nussknacker zum Leben, und es beginnt eine Schlacht. Als der Mäusekönig kurz davor steht, dem Nussknacker den Garaus zu machen, entfernt Clara einen ihrer neuen Tanzschuhe vom Fuß, wirft ihn gegen den Mäusekönig und bringt ihn zu Fall. Doch gleich darauf gleitet sie aus, schlägt mit dem Kopf gegen die Uhr und wird ohnmächtig.
Am nächsten Morgen muss Clara mit einer Kopfverletzung das Bett hüten. Als Drosselmeyer zur Visite kommt, macht Clara ihm Vorwürfe, dass er den Nussknacker in Gefahr gebracht hätte, statt ihm zu helfen und ihn zu erlösen, doch Drosselmeyer erklärt, dass nicht er der Auserwählte ist, der diesen Fluch lösen könnte. Gleich in derselben Nacht kehrt der Mäusekönig zurück und fordert von Clara den Nussknacker. Clara versucht den Nussknacker in Sicherheit zu bringen, wird aber vom Mäusekönig abgefangen. Drosselmeyer erweckt die Puppen wieder zum Leben, und Clara stattet den Nussknacker mit Pantaloons Schwert aus. Ein Zweikampf entbrennt zwischen den beiden, wobei der Mäusekönig tödlich verwundet zu Boden stürzt und der Nussknackers den Sieg davonträgt. Leider wurde Pantaloon bei dem Versuch, dem Nussknacker zu helfen, schwer verletzt und kann nur im Puppenland wieder geheilt werden. Nachdem Drosselmeyer Clara mit einem Zauber geschrumpft hat, schließt sie sich dem Nussknacker, Trudi, Marie und Pantaloon an und reist mit ihnen ins Puppenschloss. Niemand ahnt, dass inzwischen der Mäusekönig wieder zu Bewusstsein gekommen ist und nun voller Wut schwört, seine Feinde zu vernichten.
Im Schloss angekommen, macht der Nussknacker Clara einen Heiratsantrag, doch Clara ist sich unsicher, ob sie für ein Leben als ewig bleibendes Kind unter Puppen führen könnte, weil sie noch an ihrer alten Welt und der Wirklichkeit hängt. Da wird es allmählig wieder Tag und die Puppen werden wieder leblos. Auf einmal erscheint wieder der Mäusekönig, der zwar kritisch verwundet ist, aber immer noch die Kraft hat, Clara nachzustellen und greift sie an. Der Nussknacker kann nur mit Entsetzen zusehen, bis er selber wieder mit Tränen in den Augen zu einer leblosen Puppe wird. Bei dem Versuch, Clara umzubringen, fällt der Mäusekönig jedoch in den Limonadensee des Schlosses und findet dort schließlich sein Ende. Als Clara zum Nussknacker zurück will, steigt Nebel in der Halle auf und lässt alles verschwinden.
Clara wacht abrupt in ihrem eigenen Bett wieder auf. In Sorge um den Nussknacker, den sie sehr lieb gewonnen hat, eilt sie in die Wohnstube, sieht jedoch nur noch die anderen Puppen an ihrem Platz wieder, die mit im Miniaturenschloss waren als auch jegliche andere. Der Nussknacker allerdings ist nicht mehr dort. Angstvoll eilt sie zu Drosselmeyer und fleht ihn an, ihr zu sagen, was mit dem Nussknacker geschehen ist, als dessen Neffe Hans, der jetzt entzauberte Nussknacker, die Werkstatt betritt. Als Hans Clara begrüßt, wird ihr klar, dass das alles doch kein Traum gewesen war, und sie begrüßt Hans liebevoll als Nussknacker.

## Kritik
„Wesentlich näher an Hoffmanns Erzählung als die berühmte Ballettversion nach der Musik von Tschaikowski, aber auch oft süßlich statt romantisch. Zeichnerisch auf hohem Standard und sehr humorvoll in den Actionszenen“